# Renate Wetzel
Renate Wetzel (geborene Renate Lausch) (* 23. April 1949 in Stralsund) ist eine deutsche Politikerin (SED, PDS). Sie war von 1990 bis 1994 Mitglied im Landtag Sachsen-Anhalt.

## Ausbildung und Leben
Renate Wetzel erlangte nach der Berufsausbildung mit Abitur an der Technischen Hochschule Magdeburg einen Abschluss als Fachlehrerin für Berufsbildung (Maschinenwesen) und war von 1975 bis 1978 wissenschaftliche Mitarbeiterin an der Hochschule, an der sie auch promoviert wurde. Von 1979 bis 1982 war sie erste Stellvertreterin des Vorsitzenden des Rates des Kreises Haldensleben, anschließend stellvertretende Abteilungsleiterin im Rat des Bezirkes Magdeburg.
Renate Wetzel ist verheiratet und hat ein Kind.

## Politik
Renate Wetzel war Mitglied der SED und PDS. Von 1971 bis 1986 fungierte sie als Abgeordnete der Volkskammer. Ab 1974 war sie Mitglied des Friedensrates. Nach der politischen Wende in der DDR wurde sie bei der ersten Landtagswahl in Sachsen-Anhalt im Oktober 1990 über die Landesliste in den Landtag gewählt, in dem sie Parlamentarische Geschäftsführerin der PDS-Fraktion war.